# TEAM (宣教団体)
TEAM（ゼ・エバンゼリカル・アライアンス・ミッション、The Evangelical Alliance Mission）はアメリカのプロテスタントの超教派の宣教団体。

## 歴史
- 1891年 フレデリック・フランソンによってスカンジナビアン・アライアンス・ミッション・オブ・ノースアメリカ＝SAMがシカゴで設立される。ハドソン・テイラーのチャイナ・インランド・ミッション（現在のOMFインターナショナル）に大きな影響を受けている。
- 1891年 15名の宣教師が日本に上陸する。
- 1904年 日端同盟基督協会宣教師社団法人として設立され認可された。
- 1948年 日本基督教団を離脱して、SAMと協力しながら日本同盟基督教団が設立される。
- TEAM（ゼ・エバンゼリカル・アライアンス・ミッション）に名称が変更される。
- 1950年 TEAMの宣教師K.マクビーティと湖浜馨が協力して、いのちのことば社を設立する。
- 1951年 TEAMの宣教師A.シーリーと羽鳥明が協力して、太平洋放送協会（PBA）を設立する。
- 1982年 日本伝道ミッションを合併吸収する。以降、日本伝道福音教団とも協力関係にある。

## 主な宣教師
- K・マクビーティ
- A・シーリー
- ラッセル・ステルワゴン
- ジークフリード・ブッス